# Wander Mateo
Wander Mateo Ramírez (ur. 24 grudnia 1989) – dominikański judoka. Olimpijczyk z Rio de Janeiro 2016, gdzie zajął siódme miejsce w wadze lekkiej.
Uczestnik mistrzostw świata w 2017, 2018, 2019 i 2021. Startował w Pucharze Świata w latach 2010, 2011 i 2013-2018. Wygrał igrzyska panamerykańskie w 2019 i piąty w 2015. Zdobył cztery medale igrzysk Ameryki Środkowej i Karaibów, a także trzy medale na mistrzostwach panamerykańskich w latach 2014 - 2021.

## Letnie Igrzyska Olimpijskie 2016
| Konkurencja | Eliminacje           | Eliminacje             | Eliminacje              | Repasaże               | Klas. końcowa |
| Konkurencja | Przeciwnik I         | Przeciwnik II          | 1/4                     | Przeciwnik I           | Miejsce       |
| ----------- | -------------------- | ---------------------- | ----------------------- | ---------------------- | ------------- |
| 66 kg       | Rodrick Kuku (COD) Z | Sergiu Oleinic (POR) Z | Masashi Ebinuma (JPN) P | Rishod Sobirov (UZB) P | 7.            |